# Acacia paradoxa
Espèce
Classification phylogénétique
Acacia paradoxa est une espèce de plantes à fleurs de la famille des Mimosaceae selon la classification classique, ou à celle des Fabaceae selon la classification phylogénétique. C'est une plante buissonnante originaire d'Australie.

## Synonymes
- Acacia armata R.Br.
- Acacia undulata Spin
- Racosperma paradoxum (DC.) Mart.